# Claudia de Vampierridder
Claudia de Vampierridder is een Frans-Britse stripserie. In Nederland wordt deze uitgegeven door uitgeverij Prestige. Het is een spin-off van Requiem de Vampierridder.
Het verhaal is geschreven door Pat Mills (onder andere bekend van Sláine en ABC Warriors). De illustraties worden gedaan door Franck Tacito (onder andere 666 of 6666, en Dead Hunter).